# 真矢みつき
真矢 みつき（まや みつき、1997年9月30日 - ）は、日本の元AV女優。ティーパワーズ所属。以前は、「神谷 充希(かみや みつき)」「亜矢 みつき(あや みつき)」として活動。

## 略歴
2018年3月、kawaii*から「弾ける笑顔の南国超美少女」をキャッチコピーで、「神谷充希」として専属AV女優デビュー。所属事務所は、オフィスBLITZ。
2019年10月20日、復帰を前提とした活動休止を発表。
2019年11月7日、「亜矢みつき」として新たにツイッターを開始。マインズへの事務所移籍と改名を発表。
2020年始動した「メンズサイゾーイメージガール」に就任。
2020年11月27日、クラブチッタ川崎で行われた「LADY MADONNA-拡大版-I saw her standing there〜その時ハートは盗まれた〜」ではソロで演歌を歌唱し、岬あずさ、豊中アリスとのユニット「あわびスプラッシュ～In The Sky～」を結成、オリジナル曲を披露した。翌2021年1月、東京・レフカダで「あわびスプラッシュ〜in the sky〜」による初の単独イベント「あわびスプラッシュ〜in the sky〜初単独イベント!〜ライブハウス武道館ことレフカダへようこそ（仮〜）」を開催し、1stシングル「ALCOHOL」のMVを公開。同年7月、東京・レフカダで「あわびスプラッシュ〜in the sky〜」による2回目となる定期イベント「あわスプ定期イベント!〜武道館ことライブハウスレフカダへようこそ（仮）」の開催やクラウドファンディングによるプロジェクトなどユニットによる活動も並行して行っている。
2020年12月、アダルトビデオ芸人リボルバー・ヘッドが選ぶ「年間ヌキルバー大賞2020」を受賞。同年12月、10月1日から開催のオンラインクイズイベント「ゲオTV×メンズサイゾー セクシーパネルクイズ～ドアップ25～私は誰でしょう?」の動画人気投票で、「【特別賞】メンズサイゾー賞」を受賞。
2021年4月2日、ティーパワーズに移籍し、「真矢みつき」に改名したことを発表。
2022年6月26日、セカンドシングル発売に合わせ、あわびスプラッシュ再始動を報告。同年12月1日、DMM GAMES「クリムゾン妖魔大戦 新キャラクター声優公開オーディション」にエントリー。
2023年6月20日、「あわびスプラッシュ～in the sky～」としてライブを行い、イベント売上の一部を「未来支援委員会」を通じ感染症予防、啓蒙団体に寄付した。
2023年11月13日 、X(Twitter)で2024年3月31日付でのAV業界引退を発表。
2024年3月31日、赤羽Enabでのライブをもって、「あわびスプラッシュ～in the sky～」を解散。同日にAV業界も引退した。

## 人物
東京都出身。趣味はなく食べることが大好き、特に焼き肉とハイボールがあれば大丈夫。
性の目覚めは5歳の頃、本格的な自慰は小学生低学年から、中学校に入る頃には彼氏もいたが、初体験は15歳中学校3年生の夏の終わりに彼氏と。プライベートの経験人数は、初体験からしばらくはそうでもなかったが、高校の終わり頃から一気に増えた。
AVデビューするきっかけは、新しいことをしたいと考えていた2017年の秋に、「コスプレの撮影会をやらない?」とスカウトされ、事務所で他に仕事があるのか聞くと、AV女優の仕事を紹介されたこと。いろいろなシチュエーションを体験できるので、ドラマ系AVで演技することは好き。撮影の現場では、台本やセリフを意識しないで、シチュエーションを楽しんでいる。インタビュー等の際に、芸名の読みから「やみつきになろう」と宣伝している。

## 作品

### アダルトDVD

#### 神谷充希 名義
- はじける笑顔の南国美少女 神谷充希AVデビュー（3月7日、kawaii*）
- ザ・マジックミラー 顔出し!女子大生限定 徹底検証!友達同士の男女が2人っきりの密室で初めてのずぅーっとディープキスに挑戦!舌を激しく絡めあうベロキス接吻で理性がトロけたリア友の素人大学生は友情よりも性欲を選び濃厚ベロチューSEXしてしまうのか!? in池袋（4月7日、DEEP'S）
- 男に弄ばれたいと願う従順女子●生 〜とびきり可愛い美少女に生中出し（4月13日、宇宙企画）
- 兄とその彼女のSEXを隠れて覗く童貞デカチンの弟は我慢が出来なくなり、SEX中の兄に頼み込み彼女に内緒でマ●コへ挿入!!何も知らない彼女は経験した事のない特大サイズのチ●ポに兄すら見た事がないほど悶えヨガり狂う!!（4月13日、SCOOP）
- 制服美少女の仲良く並んだオマ○コに交互にずっぷり谷渡し中出し性交（4月19日、エムズビデオグループ）
- ダマでナンパ!! コスプレカフェ店員をその気にさせて中出しSEX!!（5月11日、S級素人）
- 軟派即日セックス Mさん(20歳)女子大生（5月11日、S級素人）
- タクシー相乗りしませんか?（6月7日、SODクリエイト）
- 生マンチラオプションが大人気!! 行列のできる制服コスプレ見学店（6月13日、ムーディーズ）
- 焼き肉おごるから一緒に飲みませんか?終電逃させて、ほろ酔い女子大生をナンパ! 控えめ恥ずかしがり屋かと思いきや経験人数100人超えのSEXの超逸材!自宅に連れ込み夜と翌朝2連発成功 カメラに収めていた映像をAVで公開!!in新宿!第2弾!（6月19日、kira☆kira）
- 暇な女子大生と出会ったその日に一日中ナマでハメまくる 日常がつまらないと感じている少女を捕まえてめちゃめちゃにヤル。（7月25日、本中）
- 中年男と美少女二人が出会ったその日に狂ったようにハメまくる変態ケダモノ中出しSEX 神谷充希 星奈あい（7月25日、kawaii*）
- えげつない一撃 大量顔射 30人8時間 2（7月27日、REAL）
- 連続射精するほど快感悶絶!! こねくり回しお掃除フェラ（8月1日、ムーディーズ）
- 小悪魔淫語で美少女が極限まで精子を搾り尽くす連続中出しソープランド（8月1日、ワンズファクトリー）
- 風俗ランドDX リピート必至の特濃サービスフルコース（8月3日、h.m.p）
- 私、実は夫の上司に犯され続けてます…（8月13日、溜池ゴロー）
- 出会って即生ハメ!即中イキッ!中出し直後のビクッビクンってイッてる時に激ピストン再開!「もうイッてるってばぁ!」抵抗を無視して追撃ピストン連続中出し!!（8月25日、本中）
- 接吻乳首責めレズビアン ～先輩家政婦の卑猥なレズキスニップル調教～ 神谷充希 篠田ゆう（9月1日、Fitch）
- マジックミラー号 アスリート女子大生が赤面!真剣!乳首相撲対決（9月6日、ROCKET）
- 筆下ろし専門 中出し小悪魔ソープ（9月7日、プレミアム）
- 激カワけいおん美少女にオッサン精子をタップリ注入!孕ませ中出し（9月7日、桃太郎映像出版）
- 隠撮主観 ささやき淫語と素股で優しく射精に導いてくれる美女たちに精子が枯れるまで絞り取られる。（10月1日、変態紳士倶楽部）
- Mごっくんエンジェル (10月19日、エムズビデオグループ)
- 真正本物中出し解禁!!! ［神谷充希］真正本物中出し解禁!!!（10月25日、SODクリエイト）
- 女体化して恋人に無限にイカされた僕。（10月25日、痴女ヘブン）
- 小悪魔挑発美少女 神谷充希（11月1日、MARRION）
- じらされ我慢子 神谷充希 終わらない焦らしと溢れ出る体液×汗だく発狂ノンストップSEX（11月7日、ティーチャー/妄想族）
- 胸糞注意 元パシリの僕に出来た超可愛い彼女と健全交際をエンジョイしていたら県内最強のDQN武丸先輩に見つかってしまって 今度あのチャンネー連れて来いやと脅されて仕方無くDQNの溜まり場に大事な彼女を連れていってしまった時の話です 神谷充希（11月7日、JET映像）
- エスカレートラバーズ（11月8日、SILK LABO）
- マジックミラー号 田舎娘が初めての素股マッサージ体験! まさか相手がAV男優とは知らずにデカチンにうっとり!初めて子宮奥をグリグリ刺激される快感に大絶叫!&ミラー号が大揺れ!（11月22日、SODクリエイト）
- ガチナンパ!静岡産直! ウブ女子大生に突然ギン立ちチ○ポを見せたら!あわわ…状態!デカチン挿入で止まらない絶頂! 総イキ110回以上!中出し10発!（12月15日、ピーターズ）
- 神谷充希の凄テクを我慢できれば生★中出しSEX!（12月1日、ワンズファクトリー）
- 萌え袖キュートな女子大生の中出しソープサークル（12月14日、BAZOOKA）

- こたつの中の無防備な下半身に我慢できずイタズラ!大人しそうな美少女は周りに悟られないように声を押し殺し悶えはじめ…（1月4日、DOC）
- 完全ノーカット!限界焦らし連続73回絶頂SEX!! 神谷充希（1月11日、h.m.p）
- 可愛い顔してデカ尻!!神谷充希（1月19日、MARRION）
- 素人女子大生限定!パンティ素股でカチカチち●ぽがアソコに擦れて赤面発情!クロッチは恥ずかし汁まみれ!そのまま生で擦り合わせて、ヌルヌルワレメに結局つるんっと入って生中出し!!～AVOPEN2018特別編 撮り下ろし極上女子大生15名10時間（2月1日、赤面女子）※AV OPEN 2018 素人部門エントリー作品
- 早漏くんと早漏ちゃん。（2月1日、ドリームチケット）
- アナウンサー志望の就活女子大生がパンスト固定バイブ面接!!うねりの止まらないバイブを挿入され赤面淫語アナウンス!（2月1日、DOC）
- 突然、どろっどろ精子が降り注がれる日常 学園生活で「常にぶっかけ」女子○生 2（2月7日、SODクリエイト）
- 陸上部所属のレーシングブルマ穿いた新しい娘に媚薬を飲ませると興奮し過ぎてまさかの角オナニー開始!淫らに腰をクネらせながらイキ狂うデカ尻娘が義父を押し倒し馬乗り生挿入!効果抜群過ぎて一度の射精では満足できず何度も中出し懇願!2（2月8日、V&R PRODUCE）
- 町医者老人の顔舐め中出し変態カルテ（2月21日、グローリークエスト）
- ザ・面接 VOL.160 しゃぶりたい 咥えたい 触りまくりたい 腰振って 汁は大量に出ます（2月22日、アテナ映像）
- 制服美少女のパンティが好き! Vol.001 神谷充希（3月8日、宇宙企画）
- 「お父さん大好きだよ…」単身赴任で離れ離れで暮らすことが決まった大好きな父に別れを惜しんでベロキス密着中出しSEX!2（3月22日、V&R PRODUCE)
- 初心で可愛い素人女子校生の「大きなオッパイ」をチューチュー吸わせてもらってカッチカチの生チン掴んでもらい授乳手コキへ!母性本能くすぐられた乙女たちの優しさに付け込み生マン目指して御礼挿入(SEX)へ!「えっ？ダメだよ!?」（3月27日、First Star）
- 家族がいるのに大好きな叔父さんの膝の上でこっそりチ○ポ挿入そのまま中出しまでさせてしまう姪っ子2（4月25日、ナチュラルハイ）
- ぼでぃじゃっきゅ ショタ憑依番外編（4月25日、ROCKET）
- それでも妻を愛せますか? 絶望のNTR～3つのエピソード～（4月25日、ながえスタイル）
- 放課後はおじさんと種付けクラブ活動 ギャル編（4月26日、宇宙企画）
- 妻の連れ子の初々しい躰に我慢できず手を出してしまい義理の娘を何度もイカせる近親中出しSEX その2（5月3日、DOC）
- ドラレコに写された素人女子大生の生々しいSEX。（5月17日、S級素人）
- 小便ぶっかけガブ飲みSEX（5月19日、エムズビデオグループ）
- 泊まり続ける友達が実は侵入者だった…。と親に言えず家の中を愛液マーキングするほど連日レズイキさせられた女子○生（5月23日、ナチュラルハイ）
- 飲まされた媚薬が効きすぎてショーパンの隙間から漏れるほど膣分泌液が止まらなくなる姪っ子（6月6日、ナチュラルハイ）
- 「ちょっとお姉ちゃん!ボクのチ○ポで勝手に何やってんの!」酔っ払ったお姉ちゃんがボクにまたがり強制素股状態!しかもヌルヌルでズボッ!生挿入&生中出し!ボクのお姉ちゃんはキャリアウーマン。毎日大忙しで仕事の帰りが遅くストレスが溜まりまくり!お酒を飲まないとやってられない姉は家で酒を飲み酔っ払ってボクに絡んでくる。しかも、姉はエッチも全然していないらしく性欲も溜まりまくり!…（6月7日、Hunter）
- 会社の飲み会後、終電を逃して家に泊めた同僚であり親友の彼女。言葉巧みに口説いて、朝まで何度も何度もハメていたら、ボクのエッチにすっかりハマってしまい、心配して自分を探しにきた彼氏（親友）に隠れてまでボクにエッチを求めてきた!（6月7日、お夜食カンパニー）
- 「M男君、私のオシッコ飲んで」無邪気な笑顔で男に小便を飲ませて喜ぶ小悪魔美少女（6月7日、犬/妄想族）
- 羞恥洗脳ガニ股おしっこ星人にされちゃった!?（6月20日、ROCKET）
- SOD女子社員10名が業務中に全裸健康診断 膣の奥までチ○ポでチェックするAV会社ならではの赤面羞恥検診（6月20日、SODクリエイト）
- マジックミラー号【女子○生限定】初めての拘束おもちゃ体験!電マを股間に当てたりバイブを挿入した状態で「3分間ピッタリを測るゲーム」に挑戦してくれた、清楚系女子○生10名（6月20日、SODクリエイト）
- 駅弁中出しJ○痴漢2（6月20日、ナチュラルハイ）
- 結局、本能に逆らえない（7月1日、S-Cute）
- こんな野外で?!顔射後も止めない突然の笑顔しゃぶりで連続2回おねだり女子○生5（7月11日、ナチュラルハイ）
- お花見中のホロ酔い女子大生3人組や人妻3人組が巨チン男と人生初のハーレム4P体験!!～花びら大回転!ハメ比べをして今春1番の気持ちいいマ○コを探しちゃいます～ マジックミラー号（7月11日、SODクリエイト）
- W解禁飲尿レズビアン 神谷充希 高梨りの ～オシッコが紡ぐ深い愛の絆～（7月19日、エムズビデオグループ）
- 美少女のスケベな素顔丸出しハメ撮りSEX!エッチが気持ち良すぎてエロ顔晒して乱れまくり!（8月1日、S-Cute）
- 第1回早漏女子陸上部イクイク潮吹き選手権（8月8日、ROCKET）
- ガチ酔い 神谷充希!（8月9日、プレステージ）
- 従順メス堕ち 寝取らせ種付け変態カップル 他人棒でナマナカ交尾 みつき（8月9日、毒宴会）
- 真夏の海沿いバスでオイルぬるぬる尻揉み痴漢の快感にイキまくる生意気水着ギャル（9月12日、ナチュラルハイ）
- ナチュラルハイ20周年記念作品 敏感（恥）巨乳痴漢 2019 完全撮り下ろし10人全員SEX 2枚組 8時間 真夏の乳揉み汗だくSP（9月26日、ナチュラルハイ）
- 日焼けした純真スポーツ女子はオジさんのザーメン搾り取って大量潮吹きと数えきれない激イキ!（9月28日、シャーク）
- 媚薬とドリル エンドレススプラッシュ（10月11日、REAL）
- AV女優 裸コレクション 第十弾（10月11日、V&R PRODUCE）
- NEWガチンコ全裸レズバトル2（10月24日、ROCKET）
- 「彼氏に中出しされちゃったどうしよう…」親友J○の子宮に精子が届く前にクンニでザーメンを吸い取る女子○生 VOL.1（10月24日、DANDY）
- 目覚めたら布団の中に無防備過ぎる格好の巨乳姉が!寂しいからとビン立ち乳首で密着抱きつきしてくるのでギン勃ちチ○ポが姉のコカンに当たって互いにムラムラして止まらず生ハメ!中出し!（11月7日、アイエナジー）
- 石和温泉で見つけた美乳女子大生限定 タオル一枚 男湯入ってみませんか?特別ミッション「男性客のあそこで貴女の好きな所をアカスリしてもらう」でおっぱい・口・お尻・オマ○コと全身にザーメンぶっかけ合計20発（11月7日、SODクリエイト）
- ナチュラルハイ20周年記念作品 集団野ション課外活動いじめられっ子の逆襲で利尿剤を飲まされ漏らしイキさせられる女子○生達（11月7日、ナチュラルハイ）
- 友人の彼女のいやらしいTバックハミ尻に興奮!両手両足を拘束し固定極太バイブでエロ尻イキ潮連続噴射!（11月15日、DOC）
- 膣圧で精子を搾り取るもの凄い騎乗位（12月5日、グローリークエスト）

- 青春時代宣言!!身長149cmおっぱいDカップ!!!この可愛さは神!顔で抜けるぞ!神も病みつき!!充希ちゃん（1月1日、AV）
- 酔いつぶれた同級生を自宅お持ち帰り（1月9日、アイエナジー）
- えっちな女子校生の淫語かたりかけぐちゅぐちゅ連続絶頂指オナニー（1月23日、アイエナジー）
- イマドキ女子のパパ活性活日記（5月7日、桃太郎映像出版）

#### 亜矢みつき 名義
- ネクストジェネレーションズMIX Vol.4（12月20日、バトル）

- エクストリームエクストラマッチ Vol.9（1月23日、バトル）
- 競泳水着レズビアン 2（1月24日、Athlete）
- 風船ドリーミング 1（1月24日、フェティッシュワールド）
- JFK 熱いぜ!性春ど真ん中!ムスメ♀のムスコ♂もギンギラギン☆（2月20日、ROCKET）
- READY TO RUMBLE 5（2月21日、バトル）
- エクストリームプレミアムマッチ VOLUME.9（2月21日、バトル）
- エクストリームエクストラマッチ Vol.10（2月21日、バトル）
- NTR催眠中出し 地元の先輩のギャル彼女を洗脳して彼氏より先に生ハメSEXしたら自ら腰を振って妊娠するほど僕の精子を何度も欲しがった（3月7日、DEEP'S）
- 捨てられてたカワイイ猫（メス）ちゃんを拾って飼うことにしたんだけど、お世話するのは超大変!モフモフキャッキャッと戯れて癒されて、肉棒を与えれば、嬉しそうにぺロぺロ舐めてくれて、試しに猫マ○コにチ○ポぶっさしたら案外気持ちよくてニャンニャン感じてくれた!（3月12日、SWITCH）
- エロス全開!巨乳でHなパーソナル痴女トレーナー常駐の会員制ジム 鍛えた美BODYでギリギリまで焦らしてイカせてくれるジムへようこそ!（3月13日、BAZOOKA）
- 働く綺麗なお姉さんにいきなり痴女られちゃった俺 4（3月26日、アキノリ）
- 素人娘の全裸図鑑11 今時の女の子13名が恥らいながら脱衣していく様子をじっくり撮影した、変態紳士のためのヘアヌードコレクション（4月7日、かぐや姫Pt/妄想族）
- 男友達みたいでぶっちゃけ恋愛対象外だった幼馴染が俺の親父とセックスしてるのを目撃してしまって以来、見る目が変わった 亜矢みつき（4月7日、かぐや姫Pt/妄想族)
- レンズに付いた精子をベロベロ舐めるメガネ顔面発射 2（4月9日、RADIX）
- 美女の足裏をふやけるまで舐めたい! 亜矢みつき（4月9日、RADIX）
- 完全初撮り作品】ネットで出会えた奇跡!4人のJ●たちの真正オフパコ白書（4月10日、S級素人）
- 【ハメログ】亜矢みつきちゃんにお酒を飲ませたらドスケベオーラがムンムンだったのでそのままハメ撮りしちゃいました!（4月19日、チキチキカマー/妄想族）
- マン汁染み出し直穿きエロジャージで肉欲開放エクササイズ!（4月20日、オイスター海運）
- 「そんなにコスられたら耐えられない!」徹底的パンスト亀頭責め（4月23日、アキノリ）
- 妻の連れ子たちは超ミニスカで俺や息子をプリ尻パンチラ誘惑しかけてくる隠れビッチ!パンツ隠し撮りしてるのバレてるのに「ママには内緒でもっとエッチな動画撮らせてあげよっか♡」チ○コビンビンの俺も息子も断る理由がありません!妻の留守中ヤリマン姉妹とハメ過ぎちゃいました～。（4月23日、SWITCH）
- 一般男女モニタリングAV 素人女子大生限定!恋人がいない大学生の男女はキスだけで恋に落ちて初対面の相手とSEXしてしまうのか?惹かれあった2人のキスまみれの完全プライベートSEXを大公開!! 7 初めての生中出しスペシャル!!（5月7日、DEEP'S）
- 「おばさんの私が下着を盗まれるなんて…」4 自分を女として見てくれるというだけで人妻は発情してしまうので本当チョロい 7人全員撮り下ろし（5月7日、かぐや姫Pt/妄想族）
- 巨乳おっぱいの妹がニットワンピ&ニーハイで僕を挑発してくる突き出した尻に我慢できずに強引に挿入&何度も中出しした結果…!?（5月8日、アイエナジー）
- 制服少女inNTRマジックミラー号女子○生限定おっぱいモミモミ我慢ゲーム（5月8日、SODクリエイト）
- 街角素人ナンパ 生中SEX撮り下ろし「家イっていいですか?」自宅取材のついでに生中出し&顔射とヤリたい放題のSEX三昧スペシャル!（5月15日、赤面女子）
- BLITZKREIG ブリッツクリーク 1（5月29日、バトル）
- 素人なのにディルドオナニーで激しく感じちゃう一般人娘5（6月7日、かぐや姫Pt/妄想族）
- 池袋で見つけた優しい女子校生に18cmメガチ○ポ♥♥を素股してもらったらこんなヤラしい事になりました。（6月11日、アイエナジー）
- 私立モテモテボーイッシュハイスクール オレっ子&ボクっ子のボーイッシュJ○とのハーレムライフ（6月12日、BAZOOKA）
- 本物全裸素人 局部パーツ接写 全裸ストレッチ編（6月12日、S級素人）
- お金さえ払えば何でもシテくれる みつきちゃん（6月19日、クリスタル映像）
- 童顔すぎる若妻はヨダレを垂らす程にチ○ポ大好きすぎる（6月25日、アポロ/妄想族）
- 娘の友達にマッサージされ四つん這いの状態でいきなり後ろから誘惑手コキ!おまけに正面からまたがられ、身動きが取れないベロキスホールド!!（6月25日、アキノリ）
- バトルリベンジシリーズ ザ・ボクシング 3（7月3日、バトル）
- むちむちデカ尻 神ブルマ 亜矢みつき ロリ美少女やぽっちゃり娘にピチピチブルマ&体操着を着せ、ハミパン、ムレムレワレメを毛穴まで見えるほどの超ドアップ接写!さらに尻コキ、着衣お漏らし放尿やブルマぶっかけ、生中出し等ブルマ好きに送る完全着衣フェチAV（7月9日、神ブルマ）
- 本物全裸素人 局部パーツ接写 全裸エア体位編（7月10日、S級素人）
- 女の子のパンティやフトモモにぶっかけ射精。その姿に興奮してもうひと射精（7月19日、アロマ企画）
- どこでもおしっこ!素人娘の大放尿40人 スロー再生でじっくり鑑賞できるマニア向け映像3（7月19日、かぐや姫Pt/妄想族）
- 素人人妻ナンパでセンズリ鑑賞 見るだけでいいんです!だからちょっと僕のチ●ポ見てもらえませんか?（8月1日、ミセスの素顔/エマニエル）
- 痴漢総決起集会2020 超豪華版 撮り下ろし10作品 完全［中出し］スペシャル（8月13日、ナチュラルハイ）
- 【奇跡】女子校生デリヘルを呼んだらオカズにしてた友達で強制生中出し!! 4（8月14日、BAZOOKA）
- えっちな女子○生の淫語かたりかけぐちゅぐちゅ連続絶頂スク水オナニー5（8月27日、アイエナジー）
- 生意気ギャル女子●生鬼畜尾行押し込みレイプ（8月28日、青空ソフト）
- エクストリームプレミアムマッチ VOLUME.10（9月4日、バトル）
- 親が再婚して広いベランダがある一軒家に引越したら義姉が友達と日焼けをし始めた!「オイルを塗って」とお願いされ塗っていると、お尻や胸が近くてもうたまりません…（9月7日、Hunter）
- 可愛い150cm台のミニマムな女の子に完全主観でおま○ことアナル挑発されオナニーしちゃった僕。（9月7日、アロマ企画）
- 若者のセックス離れって本当!?街で見かけた一般の男女に謝礼でキスのお願い!その後二人っきりにさせたら謝礼なしで進展はあるのか!?5（9月10日、ホットエンターテイメント）
- イラマドMマゾ少女 大澄えみり（9月13日、MDMA）
- 下校中に突然の雨に振られて、びしょ濡れで雨宿りにやってきた義娘と友達のズブ濡れの透けブラ制服女子から目が離せず勃起しまくり!（9月19日、Hunter）
- 彼女の親友にミニスカパンチラで一撃されて、浮気SEX動画撮ってみた（9月24日、SWITCH）
- ボクシングプレミアムファイト 4（9月25日、バトル）
- Wニーハイブーツ 小悪魔どS痴女（10月1日、グローリークエスト）
- 「童貞チ○ポで私のこと満足させられる?(笑)」デカ尻から常にパンチラ見放題の超ヤリマンJDにイってもイっても抜かずの三連続膣奥大量中出し!!（10月7日、Hunter）
- ボクの布団に朝帰りしたヤンキー義妹がもぐりこんできて…3（10月9日、Z-MEN）
- 義理の妹がナマイキ!! みつきちゃん（10月24日、JUMP）
- イラマ×中出し×ぶっかけ輪姦 いつも男に混ざって遊ぶ色気も無いし、生意気な女子大生にイラマ!中出し!ぶっかけしまくってチ●ポ堕ちさせるまで…（11月7日、Hunter）
- 友人の姉は美人でしかも医者!ずっと憧れていたフェロモン痴女医に勃起検診から筆おろされちゃった!（11月13日、Z-MEN）
- 裏にこすりつけて施術する至極のち○ぽ回春オイルエステ（11月19日、アロマ企画）
- 『大きな胸でごめんなさい!』巨乳を知らないうちに強調してしまっている奇跡の爆乳女子は不意に揉まれると激しく感じまくって男のいいなり!（11月19日、Hunter）
- 四つん這いのお尻の穴の収縮とシワの本数までバッチリ分かるアナルひくひくオナニー2（12月7日、アロマ企画）
- 緊縛二穴調教レズビアン 女の子に滅茶苦茶ハードなプレイで犯されたい（12月7日、ビビアン）
- 女子に囲まれて男はボクひとり!?の王様ゲーム!! 気が付けば妹のクラスメイトに全裸にされてしまったボクは…2（12月10日、アイエナジー）
- SEARCH 巨乳 ハメ撮り（12月10日、ブリット）
- 濃厚なベロちゅうでギンギンになったフル勃起チ○ポを唾液ローション手コキで射精に導くドS凄テクAV女優（12月17日、グローリークエスト）
- 「お義父さまパンツ見すぎですよぉ♥」淡白な夫とセックスレスの若妻がスケベ義父をパンチラ誘惑!夫や義母の寝てる横で義父とするエッチはスリルと快感で死んでしまいそう。（12月24日、SWITCH）
- どっちと…する?清楚な先輩?勝気な幼馴染? 亜矢みつき 稲場るか（12月25日、kawaii*）
- NEW YEAR（12月25日、SILK LABO、及川大智）

- SUPERパックリまんこアップ4時間SP vol.20（1月1日、サルトル映像出版）
- 絶対に抱かれたくない中年オヤジのチ○ポをパパ活美尻ギャル2人が奪い合い!?札束を見せた途端に何度も何度も何度も精子が出なくなるまでヤられた（1月8日、DANDY）
- 幼馴染がボーイッシュすぎて女として意識してなかったけど偶然触れたら隠れ巨乳!!オッパイをメチャクチャ揉みしだいたら急に女の顔になったので中出しセックスしちゃいました♪（1月8日、アイエナジー）
- 手軽に男をヤリたい放題!欲求不満な女性御用達サービス レンタ彼氏（1月13日、アロマ企画）
- 激レア!素人娘生パンティ図鑑 ～一日中履いたムレムレ生パンティをガチ自宅で赤面公開!8人7日間56パンティ314分～（1月15日、赤面女子）
- 「そんなに締めつけたらまた中に出ちゃうって…」義妹の尻突き出し縦四方固めピストン騎乗位でマ○コから精子があふれるほど連続中出し!!2（1月19日、Hunter）
- 女性限定!素人ナンパ! 枢木あおいと気持ちいいことしませんか?全力体当たりレズビアンSEX!（2月7日、ビビアン）
- 全裸オイルキャットレズファイト4（2月11日、ROCKET）
- サエない僕に罪作りな小悪魔女子校生がパンチラで誘惑して生ハメ、中出しを求めて来る!1回中に出しただけでは満足せずにグッショリマ○コを押し付けて求めて来て挿入されて2回戦!出したばかりなのに連続中出し!（2月11日、アイエナジー）
- 混浴温泉で乳首をしつこく刺激する乳吸い責めに欲情した女は湯しぶきが立つハードピストンの快感で中出しを拒めない5（3月11日、ナチュラルハイ）
- はめキャン つるぺた清楚娘は見せたがり変態マゾ 八尋麻衣（3月19日、山と空/妄想族）
- 強制鼻フック牝豚鼻ザーメン（4月8日、RADIX）
- ノリ軽すぎwチ●ポ好きすぎw山ガール3人組ナンパ!各自お持ち帰り生ハメからの露天風呂で泥酔乱交!!（4月9日、プレステージ）
- 狭いお風呂で二人きり!どストライクな女子(幼馴染、姉、義母…)と自宅で混浴する事に!生のおっぱいは想像以上にキレイで大きくて柔らかくてボクの体に当たりまくり!…（4月19日、Hunter）
- えっちな女子校生の淫語かたりかけぐちゅぐちゅ連続絶頂ブルマオナニー6（4月22日、アイエナジー）
- 飲酒露出 お酒と精子を飲めば飲むほどヤリマンになる元気娘 暴走ナマ中出し（4月22日、SUN）
- ズームイン!!アナル! 超接写とオール尻発射（5月7日、RADIX）
- はめキャン ノリ軽すぎ泥酔ヤリマンが野外で爆アゲ! 亜矢みつき（5月7日、山と空/妄想族）
- クリトリスの形までハッキリわかる!ノーモザイク連続絶頂パンツ越しオナニー 3（5月20日、アイエナジー）
- アナルのシワの数までハッキリわかる!ノーモザイク連続絶頂アナル見せオナニー2（6月24日、アイエナジー）

#### 真矢みつき 名義
- いつでも好きなタイミングで誰とでもエッチ出来ちゃうカワイイ巨乳女子大生だらけのシュアハウスに入居したボクは受験勉強そっちのけでヤったりヤラれたり夢のヤリチン生活! 2（8月19日、Hunter）
- 今日は朝までうちらとパコろうよ! アゲアゲ中出しヤリマンNIGHT!! 潮吹き、ごっくん、アナル、メスイキ、おしっこ、NG無しの無制限射精ハーレム乱交パーティー!! ハママオ かほパイ ゆーりまん あずーん みつきんぐ（8月25日、本中）
- 妹たちのスカートが短かすぎパンツ丸見え!他の男とのHやオナニーを見せつけられ兄の理性吹っ飛び家族が留守中ワレメ壊れるまでピストンしてしもた!（10月7日、SWITCH）
- このギャル、俺の乳首係り みつき（10月29日、ドリームチケット）
- 追跡中出し痴漢2 〜ギャルグループを1日中尾行して全員犯す〜（11月11日、ナチュラルハイ）
- 「姉ちゃんもしかしてオナニーしてる?」姉が四つん這いになって股間にペンを挟んでオナニーしていると思ったら下半身のトレーニングと聞いてビックリ（12月14日、Hunter）

- 童貞の父 18年前、童貞で父親になったボク。親友の子を父として育てるようになって18年。いまだに本当の両親の事は伝えていない。当時童貞だったボクは、ある事情で生まれたばかりの友人の娘を引き取ることになり、突然、未婚状態で父親（義父）になってしまった。だから今もまだ童貞だ…。（1月11日、Hunter）
- 【酔いパコ殿堂入り】やっぱり泥⃘娘が最強説! vol.1（1月18日、チキチキカマー/妄想族）
- 固定バイブだるまさんが転んだ 23（1月18日、はじめ企画）
- 【超部屋結界】ハーレムSPECIAL 〜ようこそ僕だけの淫乱病院へ イヒ!〜 美人ナースやインテリ女医を下品な淫乱女へと洗脳支配する（3月10日、SODクリエイト）[33]
- 夜回りナンパ 令和女子のお悩み相談 思いっきりナマ【中出し】解決! Episode2 feat.FALENOTUBE（5月12日、FALENO TUBE）
- 忍者コンカフェ開店へ猛訓練 乳首は感じるでござる トライアングルレズビアン 加藤あやの 大槻ひびき 真矢みつき（7月19日、RUBY）
- 一般男女モニタリングAV×マジックミラー便コラボ企画 日本人娘が初めての海外デカチンで素股焦らされ体験! 女子大生にパンティ越しの黒人ギガチ○ポ先っぽ5cm挿入! 敏感なオマ○コの入り口だけをグリグリされて濡れちゃったJDオマ○コの奥までズドンと生挿入! ポルチオを直撃する未体験のガン突きピストンでのけぞり激イキ!!（9月6日、DEEP'S）
- 涎とM女とボールギャグ 真矢みつき（11月10日、RADIX）
- Z世代えろえろ女子旅の記録 2022 in Summer 浜崎真緒 広仲みなみ 真矢みつき（12月8日、SODクリエイト）
- 女子会中のホテルにウーバーM男をお届け! ～一晩を使い果たし3人のドスケベ痴女達が、絞りまくる!～「おチ●チ●バカになるまでザーメンだしちゃいなよ～♪」愛乃零 真矢みつき 百瀬凛花（12月22日、SODクリエイト）

- MM号特別編 仲良しAV女優2人組がイキ潮3000ml噴出チャレンジ! W潮吹きで連続イキした決壊オマ○コにデカチン激ピストン中出し! in ザ・マジックミラー（3月7日、DEEP'S）

- 精子好き女子のエロ活フェラ抜きマッチング 3（11月5日、マックス・エー）

### VR

#### 神谷充希
- たっぷり中出しした夜だったのに、次の朝にも「ムラムラしちゃった…」と連日中出しSEXをせがんでくる年下彼女! 神谷充希【リアル映像】（4月6日、KMPVR）
- 調教VR 神谷充希「監督、何か出ちゃいます…」元ビーチバレー部監督が昔の教え子に愛のドロドロ調教セックス。バイブ入れながらガニ股スクワットでガックガク（6月29日、ちんちんVR）
- 服の中に潜り込めるVR2 女子学生編（7月27日、SODVR）
- AVマニアの僕の部屋にAVを見にきた同級生（いじめっこ）が無防備な体勢でパンツにシミを作ってムラムラしだして、あげくの果てに超接近パンチラ誘惑VR（8月24日、変態紳士倶楽部）
- 海の近くに民泊したら真夏の水着ギャルとバッティング!! ノリが良すぎな2人組とひと夏の思い出酒酔い3P VR!!（9月7日、変態紳士倶楽部）
- 左にはお姉ちゃん!右には妹!ダブル添い寝目線でリアル川の字体験! ～朝っぱらから発情モードで2人に挟まれちゃったけどアナタはどっちとエッチする?～（9月14日、SODVR）
- 万引きした女生徒を説教しようとしたら、ふいに見えたパンチラで勃起してしまい、それを見透かされたかのように誘惑され中出しセックスで口止めされた!（11月30日、MARRION）
- 学園で可愛い女子とイチャラブ中出しハーレムSEX 五十嵐星蘭 神谷充希 跡美しゅり 桃尻かのん（12月20日、宇宙企画VR）※AV OPEN 2018 VR-1グランプリエントリー作品
- 『プリケツVR』Tバック中出し女子校生 ～キレイなお尻に魅了されたい～（12月21日、KMPVR-bibi-）
- デカ尻ブルマ女子と部活合宿VR バレー部のむっちり肉厚ヒップを超堪能!ド迫力ハーレムSEX体験（12月28日、kawaii*VR）

- 妹風俗でかわいい妹達に中出しハーレム天国プレイ! 森下美怜 神谷充希 天月叶菜（1月16日、宇宙企画VR
- 夜這い村 男が一人もいない集落に迷い込んだ俺 神谷充希 一ノ瀬梓 美保結衣 葉月もえ（1月25日、kawaii*VR）
- 「ず～っと私のおっぱいを見てたの知ってるんだから!」 出張先で既婚の女上司と酒を飲んでいたら説教&夫の愚痴! ものすご～く酔っぱらってきた人妻上司の浴衣がはだけ おっぱい丸見えで超密着してきたので…!?（2月15日、DOC VR）
- 乳首の弱いカノジョと僕が、互いに乳首を責めあいました。（3月1日、ワープエンタテインメント）
- 朝からやる寝起きセックス（4月25日、爆脳VR）
- 突然の豪雨で遭難…だけど超ラッキー!? 寒い山小屋でJD2人と裸で抱き合って温め合うことに!? さらに至近距離で見つめられ興奮高まり超密着ハーレム3P中出しSEX!!（5月17日、DOC VR）
- バニーガールズバーにいったら何と相思相愛!連続射精でもうキンタマカラカラ（11月5日、4K VR）
- 女部族ノ交尾儀式VR～未来繁栄の生贄となった～【こんなVRが見たい!祭 2019年】（11月7日、SODVR）
- 眠剤痴漢 VR カラオケBOXで見つけた女子○生2人組を犯りまくれ!（11月22日、ナチュラルハイ VR）

- イメクラ面接にきた人妻を暴走面接官が中だししちゃいました。（2020年3月25日、爆脳VR）
- 女子●生の川の字添い寝リフレ（2021年1月26日、エロタイム）

#### 亜矢みつき
- 僕を裏切った彼女にお仕置き調教（3月17日、KMPVR）
- 粘液で濡れたベロを見ながらノーモザイクでねっとりと指フェラをしてもらうVR（4月10日、KMPVR）
- 強制激イカセ観察（5月13日、プリモ@VR）
- 制服オナニーVR（5月30日、KMPVR）
- 電話中にイキ我慢させるVR（6月1日、KMPVR）
- ギャルタイツ 亜矢みつき（6月26日、CRYSTAL VR）
- まんぐり天国（7月9日、KMPVR）
- イケメンの友達がホテルのナイトプールでほろ酔い水着ギャルをゲット!!でもイケメンは急用ですぐにホテルの部屋を出て行ってしまった…部屋に残されたボクと水着ギャル2人…絶対にボクだけじゃ盛り上げることはできない…。そんな申し訳ない気持ちでとりあえずお酒を出したら意外とイイ感じに。さらに軽い男には飽き飽きだったみたいでしかもボクに興味があり、お酒の力もあって2人の水着ギャルによるボクの奪い合いが始まった!!結局朝まで2人のギャルとエッチしまくってました!!…（7月27日、お夜食カンパニー）
- 水着ギャルとハーレムSEX in ナイトプールVR!! プール内＜ワニ族＞ガン見視点もちょっぴり収録!突然の豪雨でびしょ濡れギャルから逆ナン5P展開!!（8月7日、変態紳士倶楽部）
- 奥行50cm!距離30cm!壁ドンアングルVR 極狭空間で味わうリアルな密接感 絶対にバレちゃいけない宅飲み声我慢エッチッチ 亜矢みつき（9月17日、kawaii*VR）
- ハーレムトゥワークダンスVR【超リアル骨抜きストリップ体験】デカ尻ゼロ距離パンチラ!J○コスプレセクシーダンス!高級CLUB潜入!!個室で杭打ちピストン騎乗位SEXもできちゃった♪（10月5日、SODVR）
- オヤジの再婚相手が俺より年下で巨乳のギャルなんだが… 亜矢みつき（10月29日、SODVR）

- 開始40秒で即エッチ!最初から最後まで巨乳過ぎる5人のエッチなお姉さんたちとエッチしまくり!!超エロいほぼヤリマン訳あり巨乳だらけの格安ゲストハウスに入居したら男はボク1人で24時間365日勃起しっ放しでエロい事しまくり!とにかくエロい巨乳お姉さま…（1月15日、Hunter）
- AV女優にお持ち帰られVR 飲み屋で偶然会ったAV女優2人と意気投合!このまま家で飲もうと誘われ期待で心と股間を膨らませていたら勃起薬を飲まされ2人の性欲が果てるまで好き放題に犯され続けキンタマが空っぽになるまでヌかれまくった（1月18日、SODVR）
- 絶頂潮を浴びれる連続イカセ鑑賞会 生け贄:親友に裏切られ密室に連れ込まれた敏感ギャル（5月4日、RADICAL）
- 毎日違う女とSEXできる日替わり7日間ヤリまくり生活 全編撮り下ろし豪華長尺300分!ボクの部屋はみんなのヤリ部屋! 友人たちが勝手に女を連れ込んでラブホ感覚でSEXした後、部屋代がわりにおこぼれもらってボクもちゃっかりSEX三昧!（5月6日、SODVR）
- 天井特化VR 体液ドロドロ接吻騎乗位（6月13日、ROOKIE VR）
- スローモーション特化 ヌキやすいエロシーンをじっくりスローモーションで見れるVR（7月1日、ROOKIE VR）
- 風パンチラ（7月7日、ROOKIE VR）
- VR 360° ふりむかないで（12月21日、ガン見隊）

#### 真矢みつき
- 海の家ナンパエステ 健康小麦肌の美尻・美乳【黒ギャル】を【媚薬マッサージで連続イカセ！】絶頂連発でノリノリになった元気ハツラツGALと【口内射精・中出し】キメセクFUCK みつき（8月14日、こあらVR）
- 【ヤリマン数珠つなぎ】「あなたより極エロなヤリマン紹介してくれませんか？」セフレの友達はエロいのか！ SEX大好き現役女子大生にエロ【コスプレ】着せてぬるぬるローション痙攣絶頂【中出し】【顔射】FUCK みつき（9月20日、こあらVR）
- このギャル、俺の乳首係り ver.VR 真矢みつき（11月26日、ドリームチケット）

- 酔っ払って童貞を挑発して弄んでたつもりが 全然童貞じゃなくて痙攣絶頂させられまくった隣人のお姉さん 真矢みつき（1月5日、マックス・エー）

### イメージDVD
- 向日葵ムスメ 緒方万由（2018年6月15日、デジプラン）
- Mitsuki 小麦肌はセンシティブ! / 神谷充希（2018年12月13日、REbecca）
- 童貞で性欲が止まらない!憧れの先生やお姉さんにHな願望をぶちまけろ! / 亜矢（2020年6月29日、オルスタックソフト販売）
- 欲望の捌け口にされるオンナ～いいなりM女の密室強要 / 亜矢（2020年8月28日、オルスタックソフト販売）
- Mitsuki ヤミツキツインズ!!・真矢みつき（2021年11月4日、REbecca）
- Asuna5 Hello， sexy party!・河合あすな（2021年11月18日、REbecca）[注 4]

### デジタル写真集
- デジタル写真集「やみつき」（2021年2月26日、メンズサイゾー）
- PRESTIGE DIGITAL BOOK SERIES「nostalgia 亜矢みつき」（2021年4月23日、プレステージ出版）

## 出演

### ネット配信
インターネット番組
- h.m.pYouTube公式チャンネル「h.m.pチャンネル」（2018年12月29日、YouTube）[注 5]
- トイズハートプレゼンツ 「ハートの部屋（仮）」 第51回ゲスト（2019年2月25日、ニコニコ生放送）[32]
- YouTubeチャンネル「原田龍二アワー はだかいっかん!」#10（2020年7月10日、YouTube）[36]
- YouTubeチャンネル「バコバコチャンネル」（2020年8月3・4日、YouTube）[注 6]
- セクステチャンネル「無観客生配信 おうちで#セクステ」（2020年8月23日・11月13日・12月26日、2021年1月15日、ニコニコ生放送）[39][40][41]
- YouTubeチャンネル「女子アナパラダイス」（2021年1月13・15・26日・2月2・23日・3月9日・5月18日、YouTube）

オンラインイベント
- ライブ配信イベント「セクシー女優×アダルトグッズ! 公開処刑必至の激照れインタビューをナマ配信【A-ONE×メンズサイゾー】」（2020年9月14日、ニコニコ生放送）[42][43]
- オンラインクイズイベント「ゲオTV×メンズサイゾー セクシーパネルクイズ～ドアップ25～私は誰でしょう?」（2020年10月1日、ゲオTV）[注 7]

### 映画
- 「好き好きエロモード 我慢しないで!」監督:渡邊元嗣（2019年9月20日公開、オーピー映画） - 三池奈央 役[46]
- 「銀河の裏筋 性なる侵乳!」監督:渡邊元嗣（2021年1月15日、オーピー映画） - 河合ミソノ 役[47]
- 「激マブ探偵なな 手淫が炸裂する時」監督:横山翔一（2021年7月2日、オーピー映画） - ハチ 役[48]
  - 「新橋探偵物語 駅前サウナの怪人編」監督:横山翔一（2021年11月5日、オーピー映画）[注 8]
- グッドバイ、バッドマガジンズ（2022年10月28日）
- 新橋探偵物語2 ダブルリボルバーラヴ（2022年12月3日、オーピー映画） - ハチ 役[49]
- ブルーポルノ/『ヴァージニア・ウルフなんかこわくない』（2023年9月1日、レフトハイ） ‐ 真矢みつき 役[50]
- 誘惑つとめ口 名器のおしごと（2023年9月8日、オーピー映画） - 明日実 役[51]
- 背徳天女 光と闇の腰あそび（2023年3月15日、オーピー映画）

### テレビ
- ケンコバのバコバコテレビ（2020年2月 - 、サンテレビ）[注 9]
- 240分テレビ・エロは地球を救う2020（2020年12月3日、パラダイスTV）[55]
- もう!バカリズムさんの超H! #36（2022年8月29日、フジテレビONE）

### イベント
- LADY MADONNA-拡大版-I saw her standing there〜その時ハートは盗まれた〜（2020年11月27日、クラブチッタ川崎）[注 10]
- 第1回 ノンアル!酔っ払い選手権〜最強ノン兵衛女子は誰だ!?〜（2021年5月29日、LEFKADA新宿）[注 11]
- LADY MADONNA-拡大版- I Should Have Known Better〜恋する二人〜（2021年11月25日、クラブチッタ川崎）[注 12]

- 初恋村X'MAS PARTY（2020年12月25・27日、東京・四谷三丁目ドリームシアター）
- 初恋村仕事納めましょう（2020年12月29日、東京・新宿ハイジアV-1）
- 初恋村仕事始めしましょう（2021年1月7日、東京・新宿ハイジアV-1）
- 初恋村女だらけの新春ゲーム大会（2021年1月11日、東京・新宿ハイジアV-1）
- 初恋村修学旅行in福岡（2021年2月5 - 6日、福岡・大名MKホール）
- ワンナイトコント（2021年6月20日、東京・新宿ハイジアV-1）
- 【劇場】夏休みだ!夏祭りだよ!全員集合!!（2021年8月7日、東京・四谷三丁目ドリームシアター） 「浴衣・甚平トーク」「きみと歩実 VS 亜矢みつき」
- ★タロウィンパーティ2DAY's★（2021年10月31日、東京・新宿ハイジアV-1）
- 初恋カラオケ部（2021年12月7日、東京・新宿ハイジアV-1）
- タロ殿（2021年12月7日、東京・新宿ハイジアV-1）

## インタビュー
- 2019年の精子ごっくんヒロインはこの子で決まり?「俺のドラ1!」神谷充希がザーメン愛を語る!「デビュー前に付き合ってた彼氏のを毎日飲んでて、どんな味か伝えるんです。今日はスモーキーだねって」▼AV撮影の初レズプレイで篠田ゆうを責めて大興奮!「あの体は女から見てもムラムラしますよ!」【ロングインタビュー第1回】（2019年1月4日、FANZAニュース）[59]
- AV女優･神谷充希は「サセ神様」?プライベートでの経験人数は100人超え?ゴックン数は元カレ1人で700発!▼陵辱ドラマAVで「ヤメて!」と泣き叫びつつも内心は「イエーイ!チンコ気持ちイイ～❤」▼ゴックンとは…私で気持ち良くなって出した『愛のかたまり』を、ありがたく体内に受け入れる行為☆【ロングインタビュー第2回】（2019年1月13日、FANZAニュース）[30]
- 「この痛みを乗り越えたら、絶対に幸せが待ってる!」←処女喪失時の感想w だって5歳からオナニーしてたしＨ大好きなんだもん!そして人気AV女優･神谷充希が誕生しました(大げさ)▼共演したい先輩女優は憧れのあの人!▼デビュー前の話。「スーパー充希ブラザーズ」とは?【東風克智が訊く!ロングインタビュー第3回】（2019年1月28日、FANZAニュース）[27]
- 神谷充希にヤミツキ!実はチョロい?「ファミレスデートで奢ってくれたらもうメロメロでした♥」▼今後やってみたいAVは「ドSとドM!思いっきり両極端なことをやってみたい!」▼皆様に元気で楽しくて明るいエロを届けられる女優になりたい!【常にニコニコ笑顔が眩しいAV女優･神谷充希ちゃんロングインタビュー最終回】（2019年2月18日、FANZAニュース）[60]
- 【前編】デビュー1周年!元カレとの淡い青姦性活から体験人数100人以上!のやりまくり青春時代、からのAV デビューと、エリート街道暴走中の神谷充希ちゃんは、幼児のころからすごかった!!【神谷充希 人気AV女優インタビュー】（2019年3月8日、XCITY）[61]
- 【後編】飲んで飲んで飲みまくった、"精子ソムリエ"神谷充希がその旺盛な性欲のルーツを語る&イケメンFuck OFF!な意外な男性のタイプとは?【神谷充希 人気AV女優インタビュー】（2019年3月22日、XCITY）[62]
- 【ごっくん好き人気女優　神谷充希インタビュー】「ハードなことをやるのは、好きというか。刺激が欲しいとか、興味があるとか。挑戦みたいな感じです」「経験人数は100人。1週間でも付き合ったら彼氏です」前編（2019年5月11日、デラべっぴんR）[26]
- 【ごっくん好き人気女優　神谷充希インタビュー】「絶対に、生きているからにはエッチなことがしたいし、絶対にエッチな人と結婚したい」って、小さい頃から思ってたんですよ。なんか、変態なエッチな人と。後編（2019年5月12日、デラべっぴんR）[28]
- エロのエリート小学生!?ヤリチン思考で男をハントした女優、神谷充希は人類の8割がタイプ!【神谷充希インタビュー】（2019年5月1日、MGSニュース）[29]